# Huijin Center
Huijin Center («Хуэйцзинь-центр», 汇金中心, также известен как Canton Financial Center) — комплекс небоскрёбов, расположенный в китайском городе Гуанчжоу (провинция Гуандун). Состоит из двух офисных башен, построенных в 2022 году. По состоянию на 2024 год башня №1 являлась 5-м по высоте зданием города, 80-м по высоте зданием Китая, 94-м — Азии и 147-м — мира. Архитектором комплекса выступила американская фирма Gensler (Сан-Франциско), застройщиком — China Construction First Group, совладельцами являются операторы недвижимости Shimao Group и China Resources Land. 
- 69-этажная офисная башня Shimao Canton Financial Center («Шимао Кантон Файнэншл Сентр» или «Хуэйцзинь Сентр», башня 1) высотой 320 метров была построена в 2015—2022 годах; имеются 4 подземных этажа и торговый подиум[2][3].
- 50-этажная офисная башня Huijin Center 2 («Хуэйцзинь Сентр», башня 2) высотой 220 метров была построена в 2015—2022 годах[4][5].